# 竹村幸
竹村 幸（たけむら みゆき、1989年7月25日 - ）は、大阪府出身の競泳選手。専門は背泳ぎ。近畿大学卒。

## 経歴
水泳は幼少の頃に始めた。ロンドンオリンピック100m背泳ぎ銅メダリストの寺川綾と同じイトマンスイミングスクール所属で、近大付高から近畿大学に進学した。2010年の日本選手権50mと100mの背泳ぎでは2位となった。ワールドカップリオデジャネイロ大会では50m、100m、200mで優勝を果たした。世界短水路選手権の50mでは4位だった。2011年の競泳国際大会代表選手選考会100mでは3位となった。ワールドカップドバイ大会では50mで優勝、100mで2位だった。2014年の日本選手権では50mと100mを制して2冠を達成した。「小学生のころからあこがれの先輩」であり、昨年まで今大会の100mで5連覇を達成しながら引退した寺川の後を継ぐことになった。優勝タイムはアジア大会派遣標準記録には及ばなかったものの、メドレーリレー代表に選ばれた。

## 主な戦績
(全て背泳ぎでの成績)
- 2009年 - ジャパンオープン　50m　3位　100m　6位　200m　8位
- 2009年 - インカレ　100m　4位　200m　8位
- 2009年 - 国体　100m　3位
- 2010年 - 短水路選手権　50m　4位　100m　4位　200m　5位
- 2010年 - 日本選手権　50m　2位　100m　2位　200m　8位
- 2010年 - インカレ　200m　3位
- 2010年 - ワールドカップリオデジャネイロ大会　50m　優勝　100m　優勝　200m　優勝
- 2010年 - 世界短水路選手権　50m　4位
- 2011年 - 短水路選手権　50m　2位　100m　3位　200m　5位
- 2011年 - 競泳国際大会代表選手選考会　50m　4位　100m　3位
- 2011年 - ジャパンオープン　50m　3位　100m　4位　200m　8位
- 2011年 - インカレ　メドレーリレー　2位
- 2011年 - 国体　100m　3位　メドレーリレー　2位
- 2011年 - ワールドカップドバイ大会　50m　優勝　100m　2位　200m　4位
- 2012年 - Swimming　WA State Open & Age LC Championships　50m　優勝　100m　優勝　200m　優勝　メドレーリレー　優勝
- 2012年 - 日本選手権　200m　6位
- 2012年 - ジャパンオープン　50m　2位　100m　4位
- 2012年 - 国体　100m　3位　フリーリレー 2位　メドレーリレー　2位
- 2013年 - 日本選手権　100m　6位　200m　6位
- 2013年 - ジャパンオープン　50m　3位
- 2014年 - 日本選手権　50m　優勝　100m　優勝
- 2014年 - 仁川アジア大会 50m 3位　100m　5位

## 自己ベスト
- 50m背泳ぎ　28秒26
- 100m背泳ぎ　1分0秒46
- 200m背泳ぎ　2分10秒46
- 200mメドレーリレー　1分55秒13　日本記録